# Bahnstrecke Güsen–Ziesar
| Bahnhof Ziesar 1999 |                                            |                                              |                                              |
| Streckennummer: | 6883                                       |                                              |                                              |
| Kursbuchstrecke (DB): | 262; 707 (1990); 207n (1944); 183h (1934); |                                              |                                              |
| Streckenlänge: | 25,6 km                                    |                                              |                                              |
| Spurweite: | 1435 mm (Normalspur)                       |                                              |                                              |
| |                                            |                                              |                                              |
| \| \| \| von Magdeburg \| \| \| \| 0,0 \| Güsen (Kr Genthin) \| Güsen (Kr Genthin) \| \| \| \| nach Berlin \| \| \| \| \| nach Jerichow \| \| \| \| \| B1 \| \| \| \| 4,1 \| Hohenseeden \| Hohenseeden \| \| \| 6,1 \| Schattberge \| Schattberge \| \| \| 9,3 \| Gladau \| Gladau \| \| \| 11,0 \| Dretzel \| Dretzel \| \| \| 15,9 \| Tucheim \| Tucheim \| \| \| 16,8 \| Tucheim Schule \| Tucheim Schule \| \| \| 15,9 \| Paplitz \| Paplitz \| \| \| \| heutige Grenze Sachsen-Anhalt / Brandenburg \| \| \| \| \| Kleinbahnen des Kreises Jerichow I \| \| \| \| \| von Görzke \| \| \| \| 25,6 \| Ziesar von ca. 1930 bis ca. 1965 Ziesar Hbf. \| Ziesar von ca. 1930 bis ca. 1965 Ziesar Hbf. \| \| \| \| nach Wusterwitz \| \| |                                            |                                              |                                              |
| Strecke |                                            | von Magdeburg                                | von Magdeburg                                |
| Bahnhof | 0,0                                        | Güsen (Kr Genthin)                           | Güsen (Kr Genthin)                           |
| Abzweig geradeaus und nach links |                                            | nach Berlin                                  | nach Berlin                                  |
| Abzweig ehemals geradeaus und nach links |                                            | nach Jerichow                                | nach Jerichow                                |
| Tunnel (Strecke außer Betrieb) |                                            | B1                                           | B1                                           |
| Bahnhof (Strecke außer Betrieb) | 4,1                                        | Hohenseeden                                  | Hohenseeden                                  |
| Bahnhof (Strecke außer Betrieb) | 6,1                                        | Schattberge                                  | Schattberge                                  |
| Bahnhof (Strecke außer Betrieb) | 9,3                                        | Gladau                                       | Gladau                                       |
| Bahnhof (Strecke außer Betrieb) | 11,0                                       | Dretzel                                      | Dretzel                                      |
| Bahnhof (Strecke außer Betrieb) | 15,9                                       | Tucheim                                      | Tucheim                                      |
| Bahnhof (Strecke außer Betrieb) | 16,8                                       | Tucheim Schule                               | Tucheim Schule                               |
| Bahnhof (Strecke außer Betrieb) | 15,9                                       | Paplitz                                      | Paplitz                                      |
| Grenze (Strecke außer Betrieb) |                                            | heutige Grenze Sachsen-Anhalt / Brandenburg  | heutige Grenze Sachsen-Anhalt / Brandenburg  |
| Kreuzung (Strecken außer Betrieb) |                                            | Kleinbahnen des Kreises Jerichow I           | Kleinbahnen des Kreises Jerichow I           |
| Abzweig geradeaus und von links (Strecke außer Betrieb) |                                            | von Görzke                                   | von Görzke                                   |
| Bahnhof (Strecke außer Betrieb) | 25,6                                       | Ziesar von ca. 1930 bis ca. 1965 Ziesar Hbf. | Ziesar von ca. 1930 bis ca. 1965 Ziesar Hbf. |
| Strecke (außer Betrieb) |                                            | nach Wusterwitz                              | nach Wusterwitz                              |

Die Bahnstrecke Güsen–Ziesar war eine eingleisige Nebenbahn in Sachsen-Anhalt und Brandenburg.

## Geschichte

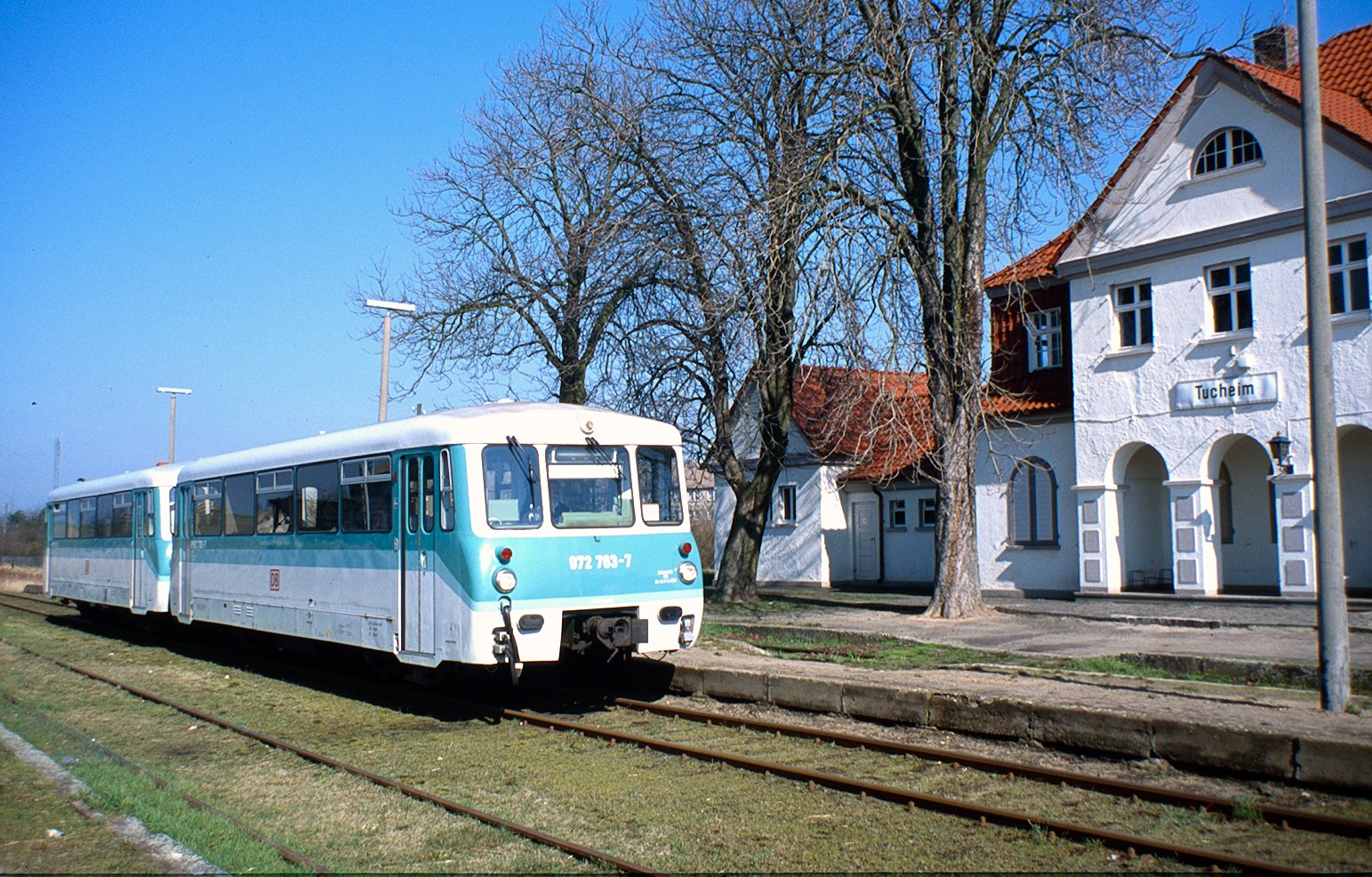
Bahnhof Tucheim 1999

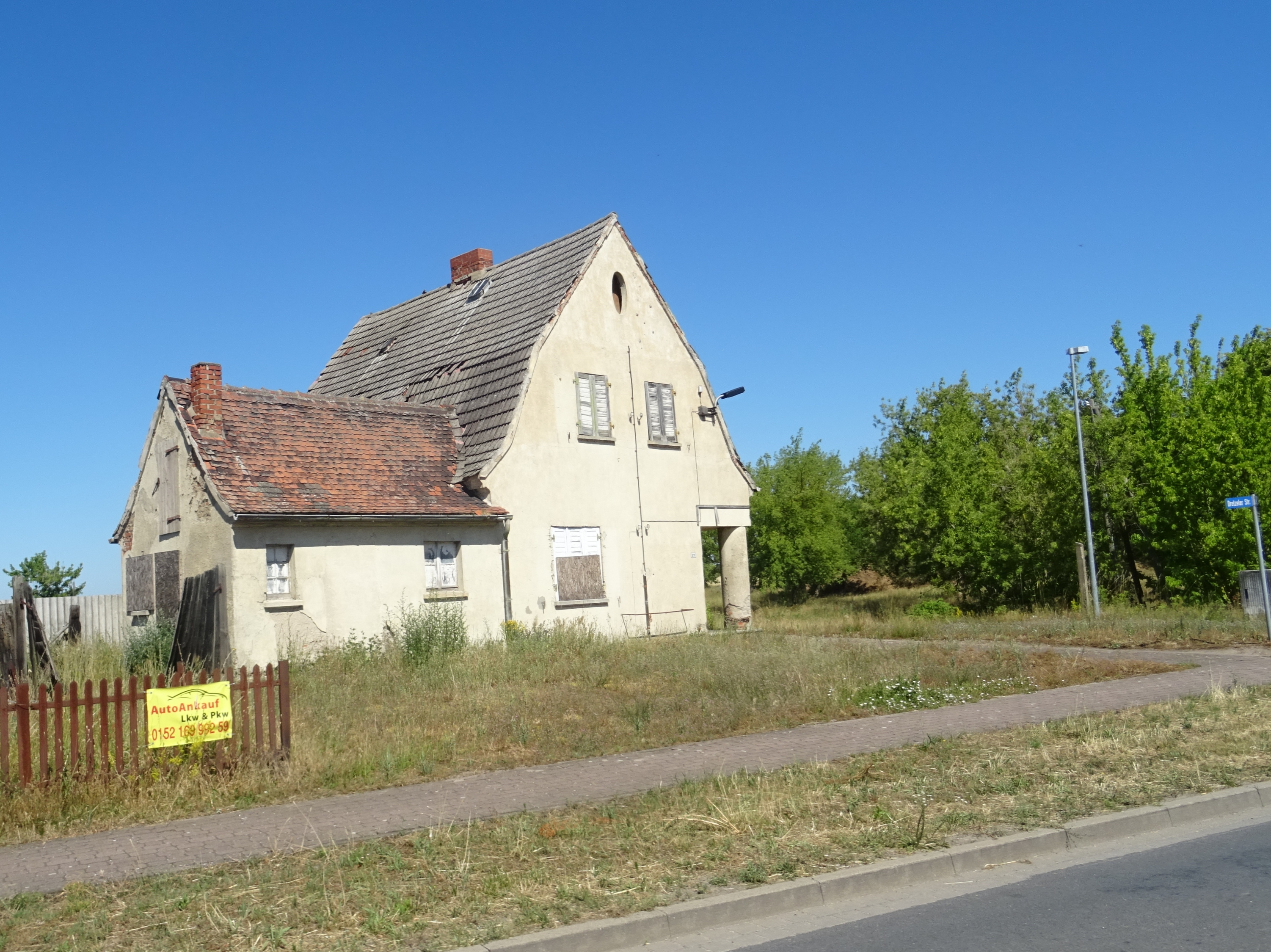
Ehemaliges Bahnhofsgebäude in Gladau, 2019.

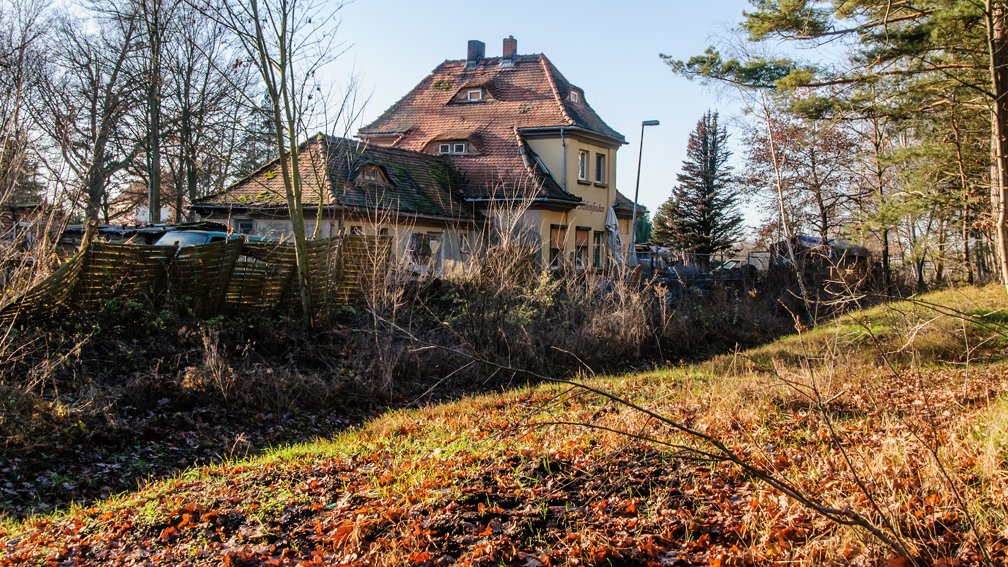
Ehemaliger Bahnhof Hohenseeden, 2019

Am 2. April 1917 nahm die Ziesarer Kleinbahn AG die Strecke von Güsen nach Ziesar in Betrieb.
Der Verkehr zwischen Ziesar und Tucheim war für Güterzüge bereits am 15. September 1916 und für Personenzüge am 21. Oktober 1916 aufgenommen worden. Im Zusammenhang mit der Streckeneröffnung wurde der zuvor weiter nördlich gelegene Bahnhof Ziesar durch einen Neubau östlich der Altstadt ersetzt-
1923 fusionierte die Ziesarer Kleinbahn AG mit der Genthiner Kleinbahn AG zur Kleinbahn-AG Genthin-Ziesar. Später trug diese Gesellschaft den Namen Kleinbahn-AG in Genthin und ab Oktober 1942 Genthiner Eisenbahn AG. 
Am 1. April 1949 wurde die Strecke in den Bestand der Deutschen Reichsbahn eingegliedert.
Der Güterverkehr zwischen Güsen und Ziesar wurde zum 1. Januar 1998 eingestellt. Der Personenverkehr hielt sich bis zum 29. Mai 1999. Am 13. Dezember 2004 genehmigte das Eisenbahnbundesamt die dauerhafte Stilllegung der Bahnstrecke Güsen–Ziesar, die zum  1. Januar 2005 vollzogen wurde. Vom September 2017 bis Januar 2018 wurden die Gleise abgerissen. 
Die Strecke war unter verschiedenen Kursbuchnummern verzeichnet. In der DDR trug sie lange die Nummer 707, bis zum Ende der Bedienung unter Regie der Deutschen Bahn die Nummer 262.
Von den 1960ern bis Anfang der 1990er Jahre wurde die Strecke von etwa sechs Reisezugpaaren am Tag befahren, zum Einsatz kamen in der Regel Triebwagen. Mitte der 1990er Jahre wurde das Angebot vertaktet, die Züge verkehrten bis zur Einstellung des Personenverkehrs alle zwei Stunden mit einer Taktlücke am Vormittag.